# Schlesisches Tor
Schlesisches Tor var en av Berlins historiska stadsportar i den tullmur som omgärdade staden under 1700- och 1800-talen. Porten låg vid den punkt där landsvägen mot Köpenick och Schlesien, nuvarande Köpenicker Strasse och Schlesische Strasse, passerade genom tullmuren. Platsen ligger idag i nordöstra Kreuzberg vid tunnelbanestationen Schlesisches Tor, som uppkallats efter stadsporten.

## Historia

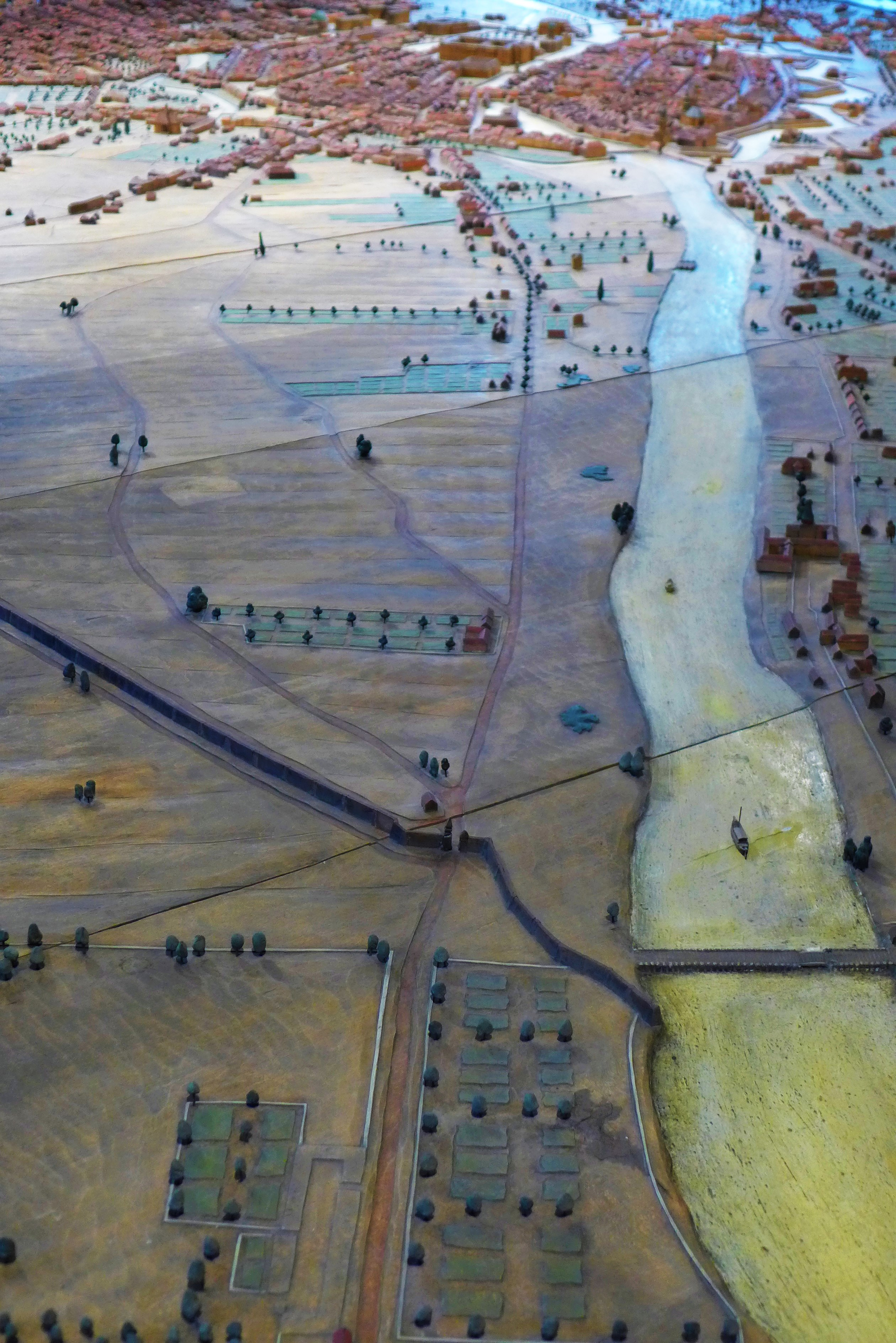
Modell av Schlesisches Tor omkring 1750. Bilden är en detalj ur en historisk stadsmodell som finns på Märkisches Museum.

Efter Berlins upphöjande till huvudstad i kungariket Preussen 1701 växte de södra förstäderna utanför Berlins gamla fästningsverk. Den förstad som växte fram på södra sidan av Spree kallades Köpenicker Vorstadt, från 1802 officiellt kallad Luisenstadt efter den dåvarande drottningen Louise av Mecklenburg-Strelitz. Fästningsverken ersattes av en enklare tullmur vars syfte enbart var att kontrollera flödet av varor och personer in i och ut ur staden. Ursprungligen var muren en palisad, anlagd i mitten av 1730-talet på order av kung Fredrik Vilhelm I av Preussen. Palisaden följde här den nuvarande högbanans sträckning (tunnelbanelinjen U1). Senare byggdes tullmuren under slutet av 1700-talet och början av 1800-talet ut till en upp till fyra meter hög stadsmur i sten, med utsmyckade stadsportar.
Under 1860-talet påbörjades rivningen av tullmuren för att förbättra trafiken till de nya förstäder som anlades i samband med Hobrechtplanen. Med få undantag revs muren och stadsportarna fullständigt, och enbart gatunätet och namnen på de tidigare stadsportarna visar murens sträckning idag. Den enda av de sammanlagt arton stadsportarna i tullmuren som är bevarad idag är Brandenburger Tor.
Idag kallas korsningen mellan tullmurens sträckning Skalitzer Strasse – Oberbaumstrasse och den gamla landsvägen Köpenicker Strasse – Schlesische Strasse fortfarande informellt Schlesisches Tor, men namnet är inte längre officiellt upptaget i Berlins gatunamnsregister. I mitten av korsningen finns sedan 1902 tunnelbanestationen som uppkallats efter stadsporten.